# Airbnb
Airbnb  est une multinationale américaine fondée en 2008 par Brian Chesky, Joe Gebbia et Nathan Blecharczyk.
Elle met en relation des particuliers, des entreprises hôtelières (gîtes, chambres d'hôtes et d'hôtel), et des investisseurs en immobiliers locatifs.
Airbnb connaît une croissance exceptionnelle, au point d'être en 2020 présent dans plus de 100 000 villes, sur tous les continents.
Le groupe est coté à la bourse de New York. Son siège est à San Francisco, en Californie.

## Concept
Initialement « Airbed and breakfast » — « matelas gonflable et petit déjeuner » en français — Airbnb permet de mettre en relation des voyageurs avec des entreprises hôtelières (hôtels, gîtes, chambres d'hôtes), des investisseurs LMNP ou LMP dont l'activité est la parahôtellerie et des particuliers qui louent tout ou une partie de leur propre habitation comme logement d'appoint. Le site offre une plateforme de recherche et de réservations entre la personne qui met à disposition son logement (le bailleur) et un locataire (ou un client). Il couvre plus de 1,5 million d'annonces dans plus de 34 000 villes et 191 pays. De la création, en août 2008, jusqu'en juin 2012, plus de 10 millions de nuits ont été réservées sur Airbnb,.
Le 17 novembre 2016, Brian Chesky présente les nouveaux services offerts par Airbnb dénommés « Trips » (« expériences » en français). Les services « expériences » sont le partage par des habitants de leurs connaissances, de leur vie sociale, de leur travail, de leurs intérêts, le tout en échange d'un paiement. Cela peut être la découverte du terroir environnant, une initiation à la sculpture, des ateliers de cuisine,...

## Histoire

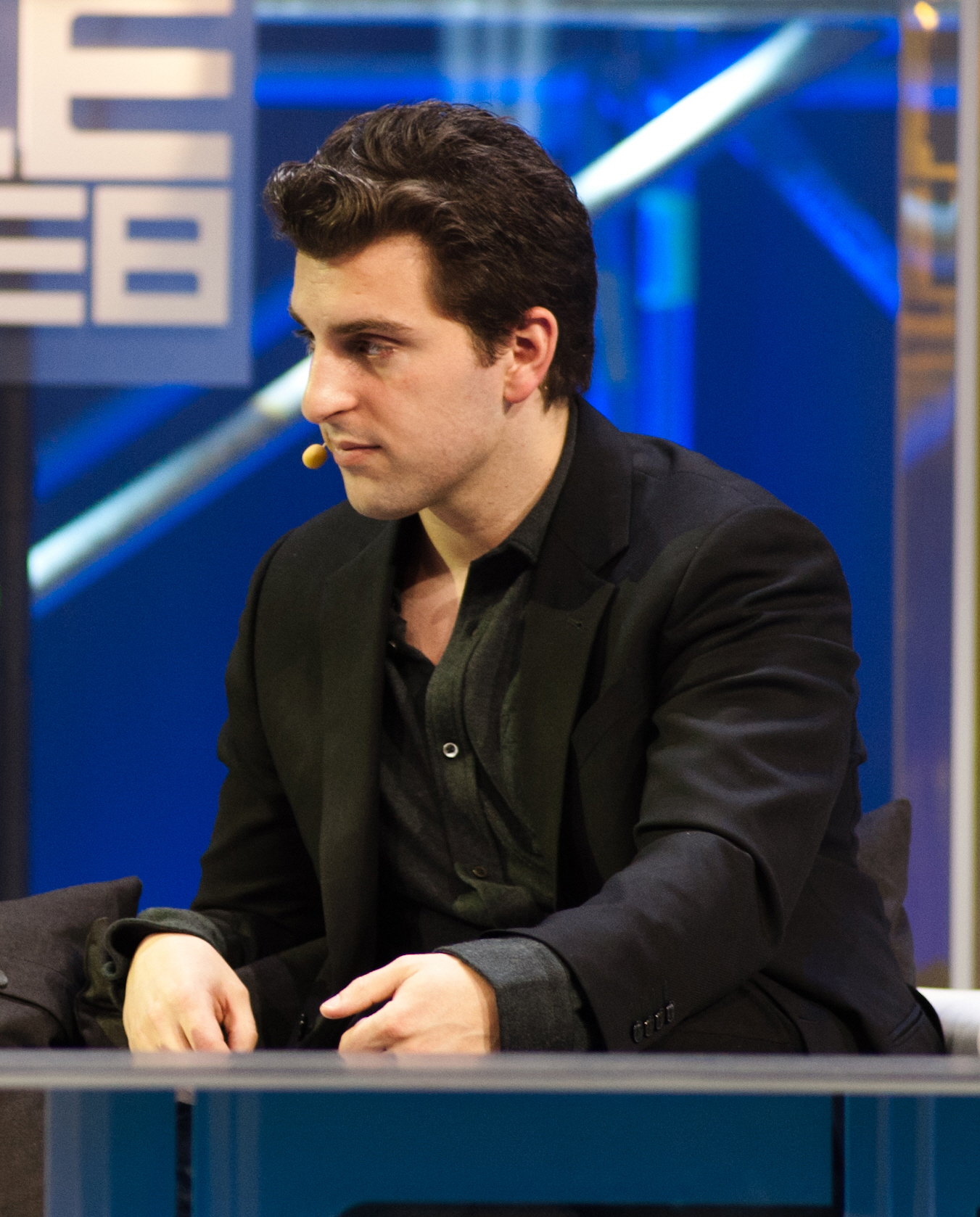
Brian Chesky, cofondateur et dirigeant de l'entreprise, aux Docks, à Paris, en 2011.

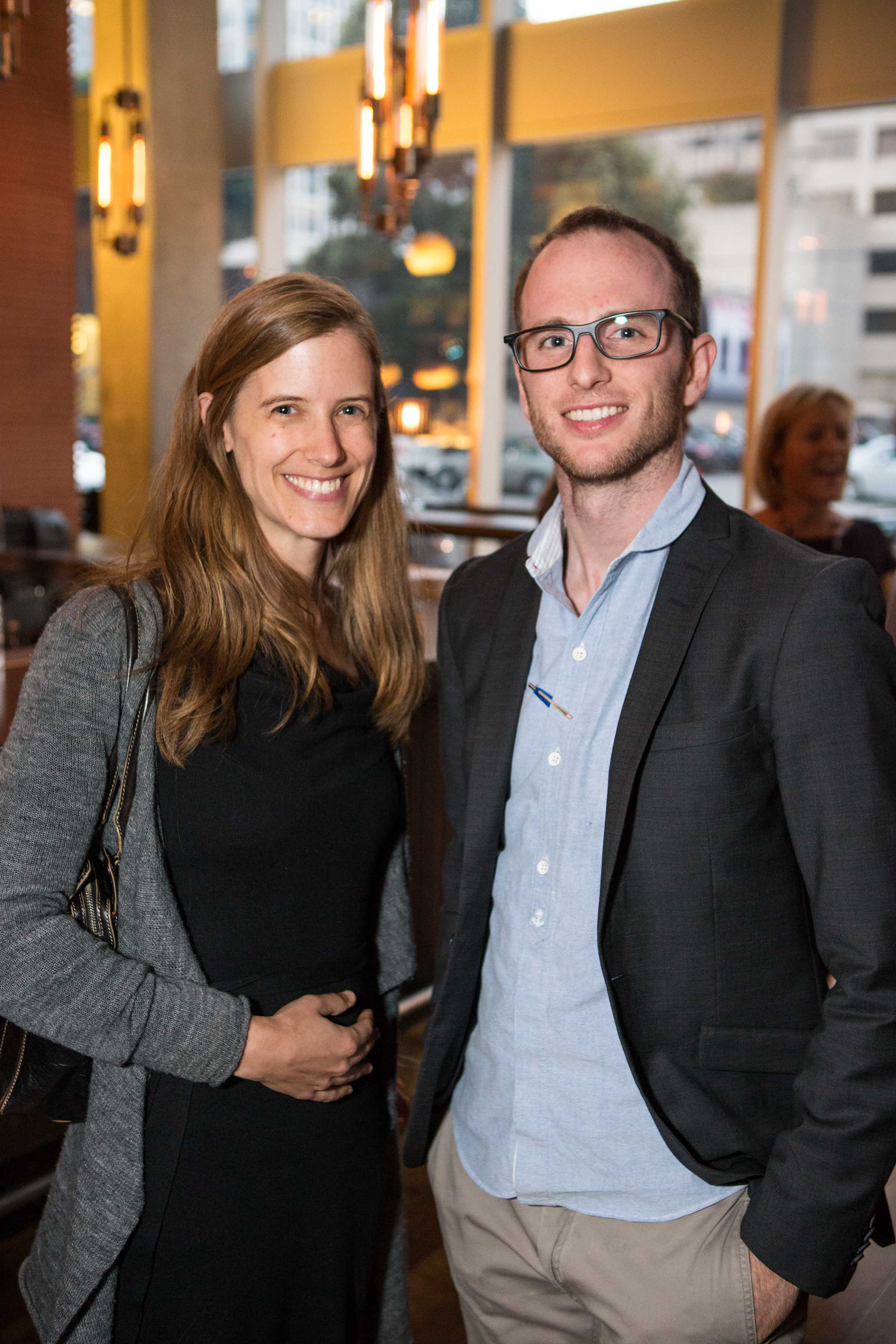
Joe Gebbia (à droite), cofondateur d'Airbnb.

Peu après avoir déménagé à San Francisco en octobre 2007, deux jeunes designers californiens Brian Chesky et Joe Gebbia créent la société AirBed & Breakfast (« matelas gonflable et petit déjeuner » en français), avec pour devise « Partage un logement, économise de l'argent, rencontre des gens sympas ». Le site d'origine proposait la location à court terme de parties d'appartement, petit déjeuner compris, à destination de personnes ne pouvant pas réserver un hôtel pour cause de saturation du marché,.
Ils ont l'idée alors qu'ils habitaient à San Francisco. Ils savaient qu'un congrès de design de premier plan s'organisait dans leur ville, mais que toutes les chambres d'hôtel avaient été réservées. Ils ont alors décidé de louer une chambre de leur appartement avec trois matelas gonflables (air bed), un petit déjeuner (breakfast) et un accueil local, à quelques étrangers assistant à l'événement. De là est resté le nom Air bed and breakfast.
En février 2008, Nathan Blecharczyk, diplômé de l'Université Harvard et architecte technique les rejoint et devient le troisième cofondateur de l'entreprise. Durant les premières étapes de création de la société, ils se concentrent sur des évènements très médiatisés lors desquels il est difficile de trouver un lieu où passer la nuit. Le site Airbedandbreakfast est officiellement lancé le 11 août 2008[source insuffisante].
Afin de financer le site Internet, les trois fondateurs créent une édition spéciale de boîtes de céréales pour le petit déjeuner, en s'inspirant pour le design des candidats à la présidentielle américaine de l'époque, Barack Obama et John McCain. Ils créent ainsi les « Obama O's » et « Cap'n McCain ». En deux mois, 800 boîtes de céréales sont vendues à 40 dollars pièce et ils gagnent ainsi plus de 30 000 dollars pour le développement de leur entreprise. Ils se font alors remarquer par le cofondateur de l'entreprise de financement de startups Y Combinator, Paul Graham. Ils transforment leur site en novembre 2008 et proposent des propriétés se situant entre le marché des hôtels et celui du CouchSurfing. En janvier 2009, Y Combinator invite Brian Chesky, Joe Gebbia et Nathan Blecharczyk à rejoindre son incubateur d'entreprises pendant une période d'essai de trois mois. Alors que le site Internet est déjà créé, ils utilisent les 20 000 dollars de financement alloués par Y Combinator pour aller à New York rencontrer les utilisateurs et faire la publicité du site.
En mars 2009, le nom « Airbedandbreakfast.com » est raccourci en « Airbnb.com ». Le contenu du site s'élargit et passe des espaces partagés avec des matelas pneumatiques à des maisons entières, des appartements, des chambres privées, etc.. Un an plus tard, quinze personnes travaillent dans le loft de Brian Chesky et Joe Gebbia à San Francisco. Brian Chesky y abandonne sa chambre afin d'en faire un bureau pour les employés et ne se loge plus que par le biais des logements Airbnb jusqu'à ce que l'entreprise déménage dans son premier espace de travail partagé.
La société connaît une croissance rapide durant l'année et, en novembre 2010, lève 7,2 millions de dollars grâce aux fonds de Greylock Partners et Sequoia Capital,. Les trois fondateurs annoncent alors que sur 700 000 nuits réservées sur leur site Internet, 80 % ont eu lieu au cours des six derniers mois. Le 25 mai 2011, l'acteur Ashton Kutcher, par le biais de son fonds d'investissements A-Grade Investment, annonce vouloir investir significativement dans l'entreprise. En juillet 2011, l'entreprise lève 119,8 millions de dollars.
En juillet 2014, le design du site Internet, ainsi que l'application mobile, sont revus et un nouveau logo est créé. En mars 2015, Airbnb lève une nouvelle ronde de financement qui valorise l'entreprise à 20 milliards de dollars.
Airbnb se lance dans la construction de logements entre particuliers et va bientôt ouvrir son premier immeuble estampillé « 100 % Airbnb », où les voyageurs côtoieront les habitants locaux. Le premier immeuble est construit au Japon dans la ville de Yoshino et est baptisé Yoshino Cedar House, du nom de l'essence de bois ayant servi à sa construction. Le bâtiment sera acheminé en camion à Yoshino en octobre 2016 afin d'être installé sur un terrain cédé gratuitement à Airbnb par la mairie. Il sera en mesure d'accueillir des voyageurs dans la foulée.
En juin 2017, Airbnb lance une plateforme d'accueil des réfugiés climatiques et politiques, nommée « Open Homes ».
En juin 2019, surfant sur la vague du tourisme premium, Airbnb lance une division luxe proposant des logements répondant à des critères particuliers.
En octobre 2019, Airbnb diversifie son offre en se positionnant sur le tourisme animalier.
En avril 2020, après avoir vu son activité stoppée depuis les mesures de confinement prises dans la majorité des pays pour ralentir la progression de l'épidémie de COVID-19, Airbnb procède à une nouvelle levée de 920 M€ sous forme de dette convertible en action à une valorisation de 18 milliards de dollars auprès de Lake Capital Partner et Sixth Street Partners.
Lorsque la crise économique de 2020 liée à la pandémie de Covid-19 provoque un coup d'arrêt des voyages dans le monde entier, Airbnb voit son chiffre d'affaires lourdement chuter et estime ses revenus réduits de moitié par rapport à 2019. Brian Chesky déclare, dans un courriel envoyé aux salariés : « Nous vivons collectivement la crise la plus atroce de notre existence ». En conséquence, Airbnb lève près de 2 milliards de dollars. Néanmoins, l'entreprise licencie le quart de ses employés dans le monde, soit près de 1 900 personnes sur environ 7 500. En mai 2020, sa valorisation chute à 18 milliards de dollars, le groupe repousse son entrée en bourse à la suite de la crise sanitaire du Covid-19. Cependant, une reprise du tourisme de proximité en séjours courts redonne espoir à Airbnb qui dépose finalement un dossier d'entrée auprès de la SEC — le « gendarme » de la bourse américaine — le 19 août 2020.
Cette entrée en bourse intervient finalement en décembre 2020. L'entreprise qui avait valorisé son titre à 68 $, voit celui-ci terminer la journée d'introduction à près de 146 $ à Wall Street, soit 215 % de sa valorisation initiale, et récupère au passage 3,4 milliards de dollars d'argent frais. Airbnb est désormais valorisée à 100 milliards de dollars selon Bloomberg,.

### Évolution du modèle
Le site a été pensé lors de sa création comme une solution pour les touristes désireux de se rendre à un congrès de design organisé à San Francisco et ne pouvant pas réserver de chambre d’hôtel du fait de la saturation du marché hôtelier. En permettant à des propriétaires de mettre à disposition leur logement pour obtenir un revenu complémentaire et en fédérant une communauté d’hôtes, la société devient à cette époque un symbole de l’économie collaborative, ou économie de partage. Si la location de logements meublés et l’hébergement de touristes chez des hôtes ne sont pas des pratiques nouvelles, l’essor des plateformes numériques comme Airbnb tend à faire évoluer la nature des intermédiations entre hôtes et touristes. En effet, les plateformes permettent une plus grande intensité des échanges « peer-to-peer » (P2P), dématérialisés et dépendants du numérique. Ce « capitalisme de plateformes » est défini comme un nouveau régime économique qui repose sur une mutualisation des ressources, biens ou services entre « intermédiaires », permise par le numérique. Ce capitalisme encourage les pratiques spéculatives et incite à l’exploitation des ressources urbaines sous-utilisées, telles que le logement.

## Identité visuelle

Logo de 2007 à 2008.
Logo de 2008 à 2009.
Logo de 2009 à 2010.
Logo de 2010 à 2013.
Logo de 2013 à 2014.
Logo depuis 2014.

## Expansion internationale

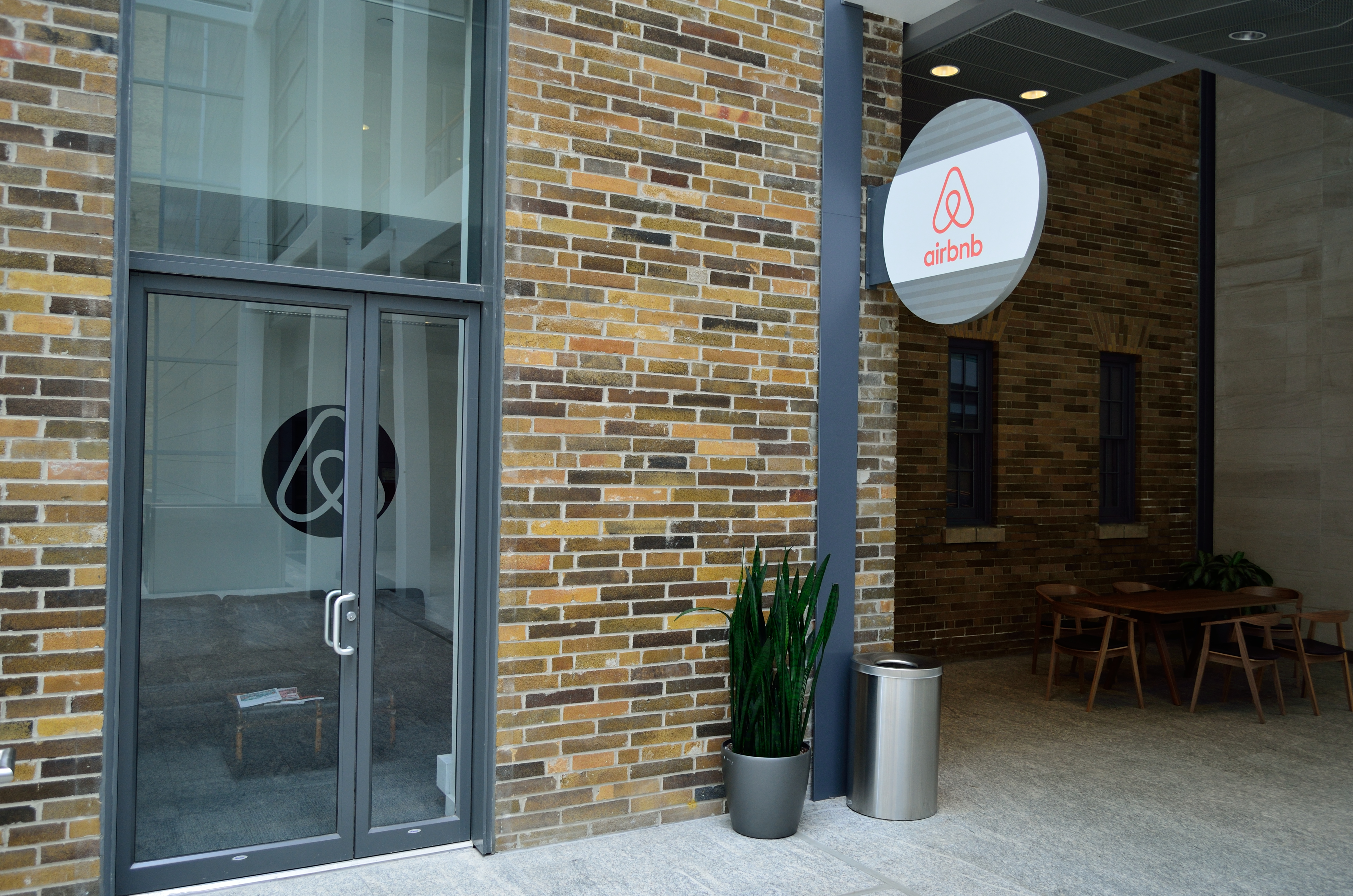
Un bureau Airbnb à Toronto, Canada

En mai 2011, Airbnb acquiert un de ses concurrents allemands, Accoleo. L'acquisition entraîne la création du premier bureau international d'Airbnb à Hambourg. En octobre 2011, l'entreprise installe un second bureau international à Londres. Début 2012, Airbnb ouvre six nouveaux bureaux dans le monde, à Paris, Milan, Barcelone, Copenhague, Moscou et São Paulo. L'entreprise annonce, en septembre 2013, que son siège européen serait situé à Dublin.
Début novembre 2012, Brian Chesky annonce que l'entreprise va se focaliser sur l'Australie, le deuxième plus grand marché derrière les États-Unis. Pour soutenir cet effort, l'entreprise ouvre un onzième bureau à Sydney. Le consommateur australien représente un dixième de la base d'utilisateurs Airbnb. Quelques semaines après avoir annoncé cette installation en Australie, Airbnb se tourne vers le marché asiatique et ouvre un nouveau siège à Singapour. L'objectif de la compagnie est d'acquérir un supplément de 2 millions de propriétés au sein du continent et d'attirer davantage de voyageurs chinois. Ce sont les voyageurs les plus dépensiers du monde, mais Airbnb se focalise sur les Chinois qui voyagent hors de Chine, car le pays utilise ses propres réseaux sociaux et systèmes de paiement en ligne,. L'entreprise s'élargit encore en avril 2015 et ouvre un bureau à Cuba.
L'entreprise établit son record de bénéfice au deuxième trimestre 2022.

## Réglementation
Face à l'expansion de la plateforme Airbnb, on observe aujourd'hui de nombreuses initiatives de régulations dans la plupart des grandes villes touristiques mondiales. Ces régulations varient selon la quantité, des enjeux de localisation des logements, du type de location, de la durée de ces dernières, de la surface louée ou du type de propriétaire en jeu. Le degré de rigueur est également variable, allant d'une forme de régulation à minima, à une régulation modérée, voire à une forme de prohibition presque totale .

### Union européenne
Dans l'Union européenne, la fragmentation nationale des règles conduit à une fragmentation du marché unique européen et à une concurrence déloyale.
Dans l'Union européenne, en tant que portail d’intermédiation immobilière peut transmettre des données de contrat de location, et peut participer au paiement de l'impôt à la source[incompréhensible].

### En Allemagne
En janvier 2014, la cour fédérale allemande statue que la location de sa résidence à des touristes n'est pas couverte par un accord de sous-location et que le locataire n'a pas l'autorisation de sous-louer son logement sur des plateformes du type Airbnb, Wimdu ou 9flats sans l'accord de son propriétaire, qui prend alors tous les risques. Cette décision intervient dans le cadre d'une affaire opposant un propriétaire et son locataire qui a sous-loué sans autorisation son logement pendant plus d'un an à un total de 52 touristes. En l'apprenant, le propriétaire résilie le bail sans préavis pour abus et dépose ensuite plainte.
La ville de Berlin impose aux bailleurs d'obtenir une autorisation pour donner leur logement entier en location depuis le 1er mai 2016. La règle ne concerne pas le fait de mettre à disposition une chambre dans le logement habité par le bailleur. Les contrevenants s'exposent à une amende pouvant aller jusqu'à 100 000 euros.

### En Espagne
En 2015, le Parlement de Catalogne a imposé le paiement d'une taxe de 65 centimes d’euro par nuit et par personne à Barcelone, 45 centimes hors de la ville. Il y est interdit de donner en location un logement entier : au maximum deux chambres peuvent être louées, en présence du propriétaire, moins de quatre mois par an.

### Aux États-Unis
Jusqu'en 2014, la location pour de courtes durées de son logement par le biais d'une plateforme Internet comme Airbnb est interdite dans la ville natale de l'entreprise, San Francisco. Plusieurs loueurs sont condamnés à des amendes et certains locataires qui sous-louent leur logement sans prévenir leur propriétaire sont renvoyés sans préavis. La situation change en octobre 2014 quand que le maire de la ville fait voter une loi légalisant la location à court terme sous certaines conditions : les loueurs doivent s'enregistrer en tant que tel dans les registres de la ville et payer 14 % de la taxe de séjour que paient également les hôteliers. Selon une étude commandée par Airbnb, entre 2011 et 2012, le manque à gagner des locations Airbnb pour la ville s'élève à 1,9 million de dollars.
À New York, alors qu'une loi datant de 2011 interdit la location d'unités résidentielles pour une durée de moins de 30 jours,,, une juge de la ville condamne en mai 2013 un utilisateur d'Airbnb, Nick Warren, à 2 400 dollars d'amende pour avoir loué son appartement sur la plateforme Internet pendant moins de 30 jours. En avril 2015, l'entreprise Airbnb fait une demande auprès de la ville pour sortir les locations de courte durée de l'illégalité en échange d'un paiement d'une sorte de taxe de séjour qu'elle ne paie pas jusqu'ici,.
Depuis le 10 septembre 2015, les habitants de Charlottesville en Virginie qui souhaitent louer leur logement sur Airbnb doivent au préalable se procurer une licence d'exploitation professionnelle.
Depuis le 5 septembre 2023, la ville de New York interdit la location de logement pour des durées de moins de 30 jours, à l'exception de locations partagées avec la personne qui vit dans le bien, et limitées à deux voyageurs.

### En France
La loi interdit en France de louer ou de sous-louer une pièce d'habitation dont la surface ne dépasse pas 9 mètres carrés, ou 20 mètres cubes.

#### Évolutions en France
En août 2015, la plateforme a annoncé qu'à partir d'octobre 2015, elle collecterait elle-même la taxe de séjour pour le compte de ses hôtes à Paris. La même année, Airbnb commence à collecter une taxe de 75 centimes d'euro par personne et par nuit à Chamonix-Mont-Blanc pour le compte de la mairie.
En janvier 2016, plus de 50 000 logements sont en ligne sur la plateforme.
Le même mois, l'Assemblée nationale modifie le projet de loi pour une République numérique avec l'amendement no 376, ajoutant un article 23 bis et ter rendant passible de prison, de fortes amendes et même d'expulsion de son logement toute personne louant son bien sur une plateforme telle qu'Airbnb sans avoir l'autorisation écrite de son propriétaire. L'amendement est notamment défendu par la députée PS Sandrine Mazetier.
Une instruction fiscale du 30 août 2016 est venue clarifier la position de l'administration concernant les revenus dégagés de l'activité de loueur,
En 2017, Paris reste la première ville Airbnb au monde. Environ 90 000 de ses logements, soit 7 % du parc immobilier parisien, est concerné par Airbnb (2019). En 2016, la France est la deuxième destination des utilisateurs dans le monde, avec huit millions d'utilisateurs venus à Paris,. On remarque une forte proportion de locations au centre de la ville. Il y a d'une part une plus faible densité de population et moins de logements, et d'autre part de nombreux logements dédiés uniquement à Airbnb pour les touristes. La carte ci-contre montre le gradient de cette proportion de logements qui diminue en s'écartant du centre. Le deuxième, le huitième et le neuvième arrondissement présentent de nombreux monuments, ce sont donc des lieux favorisés par le tourisme. Ces arrondissements ont également une forte proportion de logements vacants ce qui accroit la proportion de logements disponibles à la location.
Depuis le 1er décembre, les annonces de meublé touristique doivent posséder un numéro d'enregistrement qui doit être publié sur l'annonce. Ce dernier sert à vérifier que les loueurs ne dépassent pas une durée de 120 jours par an. Le 11 avril 2018, la Ville de Paris annonce qu’elle assigne en référé Airbnb et son concurrent Wimdu pour ne pas avoir retiré de leur site Internet les annonces de location sans numéro d’enregistrement, comme le prévoit la loi.
En juin 2018, un accord est signé avec Century 21, afin de simplifier et faciliter la sous-location de logements à des voyageurs jusqu’à 120 jours par an sur Airbnb.
En novembre 2018, la ville de Strasbourg impose l'enregistrement des locations meublées.
D'autres villes ont mis en place cet enregistrement : Nice, Tours, Bordeaux, Lyon, Toulouse, Annecy, Aix-en-Provence, Cannes, Biarritz et vingt-trois autres communes du pays basque.
La commune de Saint-Malo a mis en place une restriction stricte à partir de juin 2021, avec un système de quotas par quartier concernant les logements en location touristique. Ainsi, selon le zonage établi, 7,5 % des logements du secteur littoral et 12,5 % des logements intra-muros de la commune peuvent être mis en location touristique, avec une limitation d'une seule demande par propriétaire.
En octobre 2022, dans le journal Libération, une tribune de plusieurs associations dont la Fondation Abbé Pierre, « Stop à la niche fiscale Airbnb », s'insurge contre les avantages fiscaux alloués à ce type de plateforme. Selon Médiapart, dans certains quartiers, plutôt que de louer à l'année, il est financièrement plus avantageux pour les propriétaires de louer via Airbnb, même si la loi plafonne le nombre de jours de location à 120 par an,, ce qui entraîne la pénurie de logements.

#### Sous-location illégale
En France, l’essor des plateformes de location de logements entre particuliers sur Internet telles qu’Airbnb intensifie le phénomène de sous-location,. Certaines pratiques sont cependant illégales,. Il est, en effet, illégal pour tout locataire ayant signé un bail pour un logement non meublé avant le 27 mars 2014, selon la loi du 6 juillet 1989 tendant à améliorer les rapports locatifs, de sous-louer son logement sans l'accord préalable de son propriétaire, qui doit également valider le prix de la sous-location. Si le bail a été signé après le 27 mars 2014, le tarif de la sous-location au mètre carré ne peut pas excéder celui de la location.
Plus généralement, lorsqu'un locataire sous-loue son logement, meublé ou non, en cas de litiges, c'est le propriétaire qui est tenu pour responsable aux yeux de la loi. De plus, les assurances des locataires ne couvrent pas les dommages survenus lors d'une sous-location. Pour les HLM, il n'est possible de sous-louer une partie de son logement qu'avec une dérogation spéciale, ceci grâce à la loi Boutin du 25 mars 2009.
Le 13 février 2014, le tribunal de grande instance de Paris a condamné pour la première fois un locataire qui avait mis une de ses chambres en sous-location via le site internet. Le locataire a été condamné à payer 2 000 euros de dommages et intérêts à son propriétaire.
En octobre 2018, un tribunal impose le remboursement total des sous-loyers versés grâce à Airbnb.

#### Problèmes liés à la location saisonnière
Un propriétaire est en principe libre de louer son logement sur Airbnb pour une courte durée. Cependant, lorsque cette location dure moins de 90 jours et correspond à une période touristique qui varie selon les villes, celle-ci peut être considérée comme une location saisonnière régie par plusieurs critères : 
- Si le logement loué est une résidence secondaire citadine, la location est alors considérée comme un usage commercial de logement et le propriétaire doit enregistrer un changement d'usage à sa mairie (lorsque la ville dépasse les 200 000 habitants)[78].
- Est considérée comme chambre d'hôtes, toute partie d'un logement principal louée par son propriétaire. Celui-ci ne peut alors pas louer à plus de 15 personnes et doit se limiter à la location de cinq chambres[78].

La durée de location saisonnière d'une résidence principale est limitée à 120 jours par an par la loi ELAN, et les collectivités situées en zones tendues ont la possibilité de mettre en place un changement d'usage pour pouvoir louer en location saisonnière.
La mairie de Paris critique principalement la spéculation financière que provoquent les plateformes de location en diminuant les surfaces d’habitation dans la capitale et en augmentant les loyers. Afin de lutter contre ces dérives, un système de compensations a été mis en place, qui impose aux propriétaires de mettre en location classique à l'année des surfaces de plancher similaires à celles louées en location saisonnière, ce qui rend l'opération très peu rentable dans les faits. Par ailleurs, un numéro d'enregistrement à 13 chiffres est délivré pour chaque bien ayant reçu l'autorisation de louer en courte durée, ce numéro devant obligatoirement figurer sur toutes les annonces mises en ligne.
À Paris, les services de protection des locaux d'habitation luttent contre les résidences secondaires transformées illégalement en locations meublées touristiques. En 2013, 420 logements ont été contrôlés, chiffre qui a très fortement augmenté depuis, pour un montant total d'amendes de plusieurs millions d'euros.
En 2023, à l'approche des Jeux-Olympiques de 2024, la ville de Paris dit vouloir interdire les nouveaux meublés touristiques dans les quartiers en déficit de logements.

#### Destination et usage de l'habitation
Certains règlements de copropriété contiennent une clause d'habitation bourgeoise exclusive et, dans ce cas, l'immeuble est seulement destiné à l'habitation et exclut toute activité professionnelle ou commerciale (la location meublée saisonnière est considérée comme une activité commerciale).
Les voisins et/ou copropriétaires gênés par une telle utilisation des logements peuvent se référer au règlement de copropriété pour justifier leur opposition à un usage non conforme à la destination de l'immeuble. En l'absence de cette clause d'habitation bourgeoise, l'évolution du règlement de copropriété pour interdire la location saisonnière doit se faire via un vote à l'unanimité en assemblée générale.
Le recours de la part de proxénètes à la location d'appartements proposés sur la plateforme, y compris dans le cas de prostitution de mineurs, connaît en 2021, une forte hausse. En mars 2021, les propriétaires de dix logements proposés à la location ont été condamnés pour proxénétisme immobilier.

#### Activité de lobbying
Pour l'année 2017, Airbnb France déclare à la Haute Autorité pour la transparence de la vie publique exercer des activités de lobbying en France pour un montant qui n'excède pas 200 000 euros.

### Au Québec
Le 29 avril 2015, le ministre du Tourisme québécois, Dominique Vien, déclare que la réglementation va se durcir concernant la location par le biais de courtiers de logement comme Airbnb. Il prévoit d'équilibrer le marché de l'hébergement touristique en soumettant les loueurs Airbnb à la même législation que les hôteliers. En 2023, dans la métropole de Montréal, pas moins de 92,5 % des quelque 13 900 appartements offerts sur Airbnb sont illégaux, sans permis ou licence d’exploitation de la ville ou du gouvernement du Québec.
En mai 2023, alors que le gouvernement du Québec est en train de resserrer ses lois concernant les locations illégales à court terme après l'incendie catastrophique du Vieux-Montréal, l'entreprise affirme qu'elle refuse d'être responsable de vérifier la légalité des offres sur son site Internet. La ministre du Tourisme, Caroline Proulx, rétorque qu'Airbnb « n'est pas un bon citoyen corporatif ».
Le 30 mai 2023, un site web abasairbnb.io est lancé par le Regroupement des comités logement et associations de locataires du Québec. Son objectif est de mesurer non seulement l’emprise des plateformes de location sur le parc locatif, mais aussi l’ampleur du phénomène d’ubérisation du logement locatif, qui, selon le concepteur de la plateforme, décrit le transfert d’un nombre croissant d’appartements loués à long terme sur ces plateformes.

### Difficile mise en œuvre de ces règlementations: manque d'accès aux données
Malgré la mise en place de ces diverses réglementations, les sanctions ne sont que très rarement appliquées et la règlementation n'est pas toujours efficace. En effet, les dispositifs se confrontent à trois principaux obstacles : l'absence de données précises qui permettraient l'appréhension du phénomène ; la difficile mise en œuvre des mécanismes de contrôle ; et les stratégies de contournement mises en place par les loueurs[pas clair] .
Un des points fondamentaux[pas clair] est donc le manque d'accès aux données pour les services de règlementation[Qui ?]. Airbnb a utilisé l'univers numérique pour se développer indépendamment du cadre règlementant le marché. Dans ce contexte,[Lequel ?] la plateforme refuse de partager les données individuelles et nominatives de ces annonceurs, revendiquant le droit à la protection de la vie privée et de l'anonymat de ces utilisateurs. Ainsi, les tentatives de règlementations des autorités publiques sont limitées par manque d'information.
Face à ces difficultés, certains services se sont lancés dans une pratique nommée le web scraping (opération informatique dont le principe est de récolter les données des plateformes dans le but de recréer les listings avec l'ensemble des informations liées à la localisation, quantité, fréquence…). Les équipes municipales peuvent également avoir accès à certaines initiatives militantes comme les données livrées par le site Inside Airbnb, qui permettent de les renseigner et de venir corriger cette asymétrie d'information.
Cependant, ces modes d'information sont encore loin d'être optimaux. Afin de permettre une règlementation efficiente, une collaboration entre acteurs publics et la plateforme serait à privilégier.

## Modèle financier

### Localisation et revenu
L'équipe fondatrice d'Airbnb constitue la direction de l'entreprise : Brian Chesky en tant que cofondateur et chef de la direction, Joe Gebbia en tant que cofondateur et chef de produit et Nathan Blecharczyk en tant que cofondateur et directeur technique. L'entreprise possède des bureaux dans 12 villes : Barcelone (Espagne), Berlin (Allemagne), Copenhague (Danemark), Dublin (Irlande), Londres (Royaume-Uni), Paris (France), Moscou (Russie), San Francisco (États-Unis), São Paulo (Brésil), Singapour et Sydney (Australie).
La première source de revenu d'Airbnb provient des frais de réservations. Les tarifs varient entre 6 % et 12 % selon le prix de la réservation. Airbnb facture également l'hôte de 3 % pour le traitement par carte de crédit.

### Croissance
En février 2011, Airbnb annonce sa millionième réservation depuis sa création en août 2008. Un an plus tard, en janvier 2012, l'entreprise a enregistré 5 millions de réservations. Ce nombre double en 5 mois avec 10 millions de réservations en juin 2012. Les trois quarts de ces réservations sont faites en dehors des États-Unis. En décembre 2013, la société représente 15 millions d'utilisateurs et environ 250 000 propriétés.

### Fusions et acquisitions
Depuis 2011, Airbnb a acquis plusieurs de ses concurrents, le premier étant Accoleo, basé à Hambourg. À l'approche des Jeux olympiques d'été de 2012 à Londres, l'entreprise rachète un de ses concurrents établi dans la capitale anglaise, CrashPadder, et ajoute ainsi 6 000 inscriptions internationales supplémentaires à son inventaire existant. Cette acquisition fait d’Airbnb le plus grand site d'hébergement touristique en peer-to-peer du Royaume-Uni.
Airbnb rachète NabeWise en novembre 2012, un guide touristique, et étend son offre à la recommandation locale des voyageurs. En décembre 2012, l'entreprise annonce l'acquisition de Localmind, une plateforme de questions/réponses qui autorise les utilisateurs à poster des questions sur des endroits spécifiques, des experts des zones visées répondant en temps réel.

## Controverses

### Utilisation du spam
En juin 2011, le blogueur Dave Gooden révèle que l'entreprise aurait pratiqué des envois en masse d'e-mails automatiques aux propriétaires utilisant le site web de petites annonces Craigslist, ce qui aurait permis à l'entreprise de connaître une croissance aussi rapide.

### Incidents et sécurité des locataires et propriétaires
En juillet 2011, un hôte, sous le pseudo EJ, envoie un rapport à Airbnb, car son appartement a été cambriolé et vandalisé par le locataire qu'il a trouvé grâce au site Internet,. Après 14 heures sans réponse, la société lui indique qu'elle ne remboursera pas les dommages,,,. Face à la réaction plutôt négative du grand public, Airbnb annonce faire marche arrière. EJ assure de son côté que l'entreprise l'a encouragé à retirer sa plainte, lui faisant remarquer le « potentiel impact négatif » qu'elle pourrait avoir sur l'image de la société, avant de couper tout contact,,.
Après cet incident, plusieurs hôtes ont partagé des expériences similaires. Parmi eux, un homme dont la maison avait été louée par Airbnb à un toxicomane qui a volé l'extrait de naissance de son hôte et causé des milliers de dollars de dégâts,. L'hôte a exprimé le même mécontentement qu'EJ concernant la réaction d'Airbnb face à cet incident,.
En mars 2014, un nouvel incident fait la une des médias. Alors qu'Ari Teman loue son appartement par le biais d'Airbnb, son locataire organise dans son appartement une orgie sexuelle. Ari Teman déclare alors plus de 87 000 dollars de dommages (le montant sera plus tard baissé à 23 817 dollars) et se retrouve à la rue, ses voisins ayant demandé son renvoi de la résidence,,. Depuis cet incident, à New York, un certain nombre de coopératives scannent le site Airbnb à la recherche d'appartements dans leurs bâtiments répertoriés comme étant à louer afin de les dénoncer aux autorités.
En juillet 2014, en Californie, un client a refusé de quitter l'appartement qu'il louait à un hôte Airbnb depuis un mois. Or, la loi californienne prévoit qu'une fois que quelqu'un a loué un appartement pour au minimum un mois, cette personne est considérée comme étant le locataire d'un bail de mois en mois. Par conséquent, l'hôte a dû engager un avocat et lancer un processus d'expulsion légale.
En avril 2015, une copropriétaire a découvert que ses colocataires louaient son domicile sur Airbnb alors qu'elle était en voyage. Airbnb a déclaré qu'il ne saurait vérifier la plainte et a refusé de supprimer le compte. Après que les médias se sont emparés de l'affaire, l'entreprise a affirmé à tort avoir enlevé le compte en question alors même que celui-ci était encore actif. Le même mois, un couple de Calgary a loué sa maison sur Airbnb pour un weekend à un jeune homme qui y a organisé une fête de 48 heures, causant des dommages excessifs avec plus de 100 personnes dans la maison. Les dommages ont été estimés à plus de 50 000 dollars.
Le 20 juillet 2016, Airbnb a recruté l'ex-ministre de la justice Eric Holder qui va l'aider à lutter contre les discriminations entre les utilisateurs de sa plateforme.

### Utilisation par des professionnels du logement
La plateforme est définie comme étant un lien entre deux particuliers permettant à un logeur et à un locataire de conclure la location d'un logement. Cependant, le succès d'Airbnb a attiré d'autres types de loueurs qui semblent ne pas être de simples particuliers souhaitant obtenir un revenu complémentaire. Selon le site internet Inside Airbnb, qui a recensé les hébergements disponibles sur Airbnb dans plusieurs grandes villes du monde, 20 % des logements parisiens proposés sur Airbnb sont détenus par des hôtes gérant plusieurs annonces. Le site a notamment constaté que parmi ces hôtes, certains sont propriétaires de plusieurs dizaines de logements sur Airbnb. Pour ces multi-loueurs, la part des logements qui sont disponibles à la location la plus grande partie de l’année monte à 72 %.

### Incertitude autour du statut des travailleurs non-salariés
La plateforme d’Airbnb pourvoit de nombreuses activités pour des millions de personnes. Ce travail, dit « non salarié » ou « indépendant » s’apparenterait à une personne exerçant une activité pour son propre compte. Ainsi, ce dernier tire - ou non - des revenus liés à l’action qu’il exerce.
Ce type de pratiques interroge le droit du travail en France en faisant apparaître une zone grise entre le travailleur salarié et le travailleur indépendant. Le loueur d’Airbnb possède des caractéristiques qui le rapprochent du travailleur indépendant : il peut choisir librement ses horaires, son contrat ne lui interdit pas de travailler avec d’autres plateformes concurrentes et il est propriétaire de son outil de travail. Cependant, il n’est pas exactement indépendant, car il est soumis financièrement à la plateforme Airbnb.
Ainsi, la controverse est totalement liée à la frontière grise - et encore floue - concernant le statut des utilisateurs d’Airbnb.
L’inspection générale des affaires sociales (IGAS) a notamment préconisé un système de médiation entre les travailleurs et la plateforme afin de favoriser les échanges entre ces diverses parties.
Airbnb génère également de nombreux emplois en lien avec l’entretien et la gestion des locations (conciergerie, blanchissage, nettoyage, accueil, transfert depuis l’aéroport…). Ainsi, de nombreuses plateformes d’auto-entrepreneures ont vu le jour autour de l’activité de l’entreprise californienne, générant du travail souvent précaire. En effet, sur le même modèle que Uber, ces missions sont réalisées par des personnes bénéficiant de statut d’auto-entrepreneure. Celles-ci supportent donc l’ensemble des risques, ils doivent assumer leurs charges sociales, de transport et de matériel. Les horaires sont souvent fractionnées et calées sur le roulement des touristes.

### Crise du logement
Dans plusieurs métropoles du monde, Airbnb est accusé d’être responsable d’une pénurie de logement. Les locations saisonnières sur Airbnb étant plus rentables que les locations longue durée, s'expliquant en France en partie par l'incivisme fiscal et la  non-application de l’encadrement des loyers prévue par la loi ALUR, de plus en plus d'appartements seraient retirés du parc locatif au profit du parc touristique.
En 2016, la ville de Berlin compte 16 000 logements Airbnb sur 24 000 réservés aux touristes. La capitale allemande décrète alors la plateforme hors-la-loi au nom de la « lutte contre la spéculation et la hausse des loyers » dont la plateforme serait à l’origine.
En 2017, la mairie de Paris dénonce la perte de 20 000 logements dans la capitale. La mairie bordelaise affirme, quant à elle, dénombrer plus de 5 000 logements réservés à la location sur Airbnb.
En juin 2018, près de 60 000 annonces sont à Paris (par comparaison, il y en aurait 49 000 à New York), ce qui pousse la Mairie de Paris à s'organiser avec d'autres municipalités européennes pour harmoniser leurs règles afin d'éviter la hausse des prix et des loyers, et pour être plus fort vis-à-vis des activités de lobbying d'Airbnb auprès de la Commission européenne.
En avril 2018, à l'occasion des 30 ans de la pyramide du Louvre, le musée s'associe à Airbnb pour un jeu concours. Cette initiative est critiquée, dans une tribune du journal Le Monde, qui estime qu'Airbnb « aggrave et tire profit de la crise du logement dans les grandes villes et dans les capitales, en particulier à Paris ».
En septembre 2019, certains membres des associations Droit au logement et Paris vs BNB manifestent pour dénoncer le dépeuplement du centre touristique de Paris, à cause du retrait de logement à la location et des nuisances sonores entrainées par les évènements festifs réguliers
Déclarant qu'en « soustrayant à Paris un nombre important de logements, Airbnb est un facteur d'augmentation du prix des loyers et d'aggravation de la pénurie de logements », Anne Hidalgo, Maire de Paris, s'engage à organiser un référendum local pour réduire la durée maximale annuelle de location Airbnb de 120 jours à 30 jours.
Cette surenchère du marché de l’immobilier serait à l'origine du départ des populations les moins aisées ne pouvant plus se maintenir dans le cœur touristique des métropoles. La fermeture toujours plus importante de classes dans les écoles parisiennes serait une conséquence concrète de ce phénomène. À Barcelone, le quartier ultra-touristique Barri Gòtic a ainsi perdu la moitié de ses habitants entre 2006 et 2015.
La réglementation parisienne de la location d'ultracourte durée est jugée légale par la cour de justice de l'union européenne.

« La lutte contre la pénurie de logements destinés à la location de longue durée constitue une raison impérieuse d'intérêt général justifiant une telle réglementation »

— Cour de justice de l'union européenne

### Effets sur les villes
La location touristique de courte durée contribuerait au tourisme de masse et à la muséalisation des villes. En effet, de par l’accroissement du nombre de touristes dans les villes, les espaces publics deviennent les lieux de nouveaux usages, perdant parfois de leur qualité, et ne répondant souvent plus aux aspirations des résidents permanents.
Du fait de la diminution du nombre d’habitants dans certains quartiers, sous l’effet combiné de la pénurie de logement et de la hausse des prix de l’immobilier, l’offre commerciale s’en trouve considérablement perturbée. Airbnb participe ainsi à accroître les tensions sur le marché immobilier et à faire augmenter le volume de logements indisponibles dans la mesure où une grande partie d’entre eux sont destinés à l’hébergement touristique. Ces effets sont d’autant plus importants dans les quartiers qui ne bénéficiaient pas à l’origine d’une offre hôtelière considérable et qui connaissent aujourd’hui un accroissement soutenu du nombre de logements mis en location sur Airbnb. Les touristes ayant une consommation et des pratiques différentes, les commerces de biens et de services essentiels sont progressivement remplacés par des magasins de luxe, d’habillement, par des cafés et des restaurants. De manière générale, Airbnb serait à l’origine d’une diminution de l’offre hôtelière particulièrement sensible pour les hôtels de standing plus faible. Ian Brossat soutient également que ce phénomène expliquerait la forte croissance du nombre de grandes surfaces observée récemment à Paris. Enfin, le tourisme de masse permis par Airbnb aurait participé à la démocratisation du travail dominical en France et qui a été consacré par la loi Macron de 2015.
Loin d’expliquer à elle seule l’ensemble des évolutions de l’offre commerciale dans les villes touristiques, la plateforme californienne vient s’ajouter à d’autres dynamiques qui expliquent le changement des pratiques commerciales et des habitudes de consommation (e-commerce, responsabilité du consommateur…).
La location touristique de courte durée serait à l’origine de nombreuses nuisances, incivilités et tensions de voisinage. Le va-et-vient des touristes, souvent avec des valises, ajouterait au bruit une usure accélérée des parties communes, engendrant des surcoûts pour les copropriétés qui font parfois également face aux exigences des loueurs soucieux d’améliorer la qualité de leurs biens (par exemple, demande d’un ascenseur). Les fêtes et autres incivilités sont autant d’aspects à l’origine d’incompréhensions et de tensions entre les différents résidents.

### Effets sur la gouvernance urbaine
L'année de création de la société Airbnb, en 2008, a été identifiée par certains spécialistes comme un tournant pour la gouvernance urbaine. En effet, la plateforme, en mettant en location des hébergements touristiques dans les centres urbains, participe activement à alimenter les tensions sur le marché locatif. Les acteurs se positionnent de manière ambivalente face à ce sujet, en étant soit partisans d'une régulation politique, soit davantage en faveur d'une défense des droits de la société. Plusieurs chercheurs ont ainsi montré qu'Airbnb devient un nouvel acteur urbain à part entière, en mettant en péril les formes de gouvernance traditionnelles en échappant au radar des collectivités territoriales. Pour van Doorn, la multinationale génère des transformations importantes au niveau des relations entre le marché, l’État et la société civile et assume, de fait, le rôle d’« entrepreneur régulateur ». Pollman et Barry ajoutent que l'entreprise joue un rôle dans la modification des lois, ce qui constitue un fondement important de sa stratégie économique en ralliant la société civile. Ce soutien populaire lui permet, ensuite, de faire pression sur les pouvoirs politiques. Elle agit ainsi comme une « start-up réformatrice » selon Pollman, en mettant à l'agenda politique ses intérêts. Aussi, Airbnb est aidé par le flou sectoriel dans lequel elle est née et qui complique la tâche aux pouvoirs publics, à savoir appréhender l’objet de ses politiques et encadrer son activité, entre politiques touristiques, de logement, de développement économique et culturel.
De plus, Airbnb semble vouloir se rendre indispensable en disposant de données urbaines exclusives sur lesquelles d’autres services peuvent se baser et qui lui confèrent un pouvoir infrastructurel qui revient traditionnellement aux acteurs publics selon Pasquale. C’est d’ailleurs un point central de l’idéologie « californienne » de l’entreprise comme le confirme Barbrook et Cameron en 1996 : « la défense de la liberté individuelle vient s’ajouter à la faible reconnaissance de la contribution de l’État au bien-être collectif ». Cela se traduit par une mise en cause de la législation existante car leur existence en dépend par différentes stratégies d’influence (lobbying traditionnel, mobilisation des usagers, construction de récits sur les bénéfices). À Milan par exemple, cela se manifeste par un soutien important aux associations d’hôtes et de propriétaires, par des dépenses considérables pour influencer la législation municipale et régionale, et par la mise à l’écart des acteurs traditionnels, jugés non compatibles avec les nouvelles politiques de régulation.
Par conséquent, la présence nouvelle d’Airbnb en tant qu’acteur urbain induit une mobilisation très large de différents acteurs défendant leurs intérêts et avec qui les pouvoirs publics n’ont pas forcément l’habitude d’interagir. Les conflits politiques majeurs éclatent entre les acteurs traditionnels, notamment le secteur hôtelier, et les nouveaux entrants dont la multinationale et ses alliés qu’elle sait mobiliser. Des associations d’hôtes et de propriétaires se créent dans de nombreuses villes pour faire évoluer la législation dans leur sens car leur activité dépend directement de la survie d’Airbnb. Inversement, l’entreprise est dépendante de l’engagement de ses hôtes et leur capacité à proposer un logement sur la plateforme. Le principal pouvoir régulateur d’Airbnb réside, en ce sens, dans les individus et utilisateurs qui sont organisés en Home Sharing Clubs aux États-Unis, selon Yates , permettant à l’entreprise de recourir à un lobbying plus populaire pour gagner en légitimité démocratique. À Milan, l'association d’hôtes créée en 2016 et soutenue par Airbnb fait valoir son poids, notamment électoral, auprès des pouvoirs publics pour obtenir une législation laxiste.
De même, une association de propriétaires créée la même année par des juristes défend le droit au libre usage de la propriété immobilière privée et s'oppose donc à toute restriction. En face, l'hôtellerie s’insurge de la concurrence jugée inégale et défend son monopole dans le secteur touristique. Viennent s’ajouter à cela la mobilisation croissante de la société civile en faveur du droit au logement et du droit d’habiter les centres-villes touristiques et les critiques de plus en plus vives contre les dérives du système Airbnb. Aux pouvoirs publics revient ainsi la tâche d’élaborer des nouvelles règles et des nouveaux instruments pour encadrer les locations touristiques ainsi que de sélectionner et médier entre les groupes d'intérêts en conflit pour pleinement profiter (ou non) de la présence d’Airbnb sur son territoire.
In fine, ce sont les configurations locales qui influent le plus sur la régulation. En effet, « c'est le type d'acteurs mobilisés qui influe, dans chaque ville, sur la nature de la régulation adoptée, qui peut aller d'un encadrement a minima (Milan) à une prohibition quasi totale (Barcelone, Berlin) ».

### Développement rural
Mis en cause dans les métropoles en raison de ses effets sur la disponibilité et le prix des logements, Airbnb commence en 2019 à se développer dans les campagnes françaises. En février 2019, Airbnb monte un partenariat avec l'Association des maires ruraux de France (AMRF) pour y développer le tourisme notamment par des campagnes de promotion des destinations rurales. Airbnb devient aussi en 2019, le partenaire du concours « Mon Beau Village » organisé par le groupe de presse La Dépêche du Midi.

### Campagne internationale relative à Israël
Airbnb est sur la liste de compagnies visées par la campagne internationale « Boycott, désinvestissement et sanctions (BDS) » relative à Israël. BDS demande à Airbnb de cesser de proposer sur son site des locations de logements situés dans les colonies israéliennes de Cisjordanie, illégales au regard du droit international. Airbnb est citée à ce propos par le haut commissariat des droits de l'homme de l'ONU.

### Fiscalité
En France, où son chiffre d'affaires est estimé à 60 millions d'euros, Airbnb n'aurait payé que 69 168 euros d'impôts en 2015 grâce à sa pratique de l'optimisation fiscale,,. Pour cela, Airbnb facturerait ses clients en Irlande et au Royaume-Uni, tandis que la branche française ne serait responsable que du marketing, affichant donc un chiffre d'affaires en décalage avec les bénéfices engendrés par les locations de logements en France. Selon une note du cabinet d'avocats Gide Loyrette Nouel, les commissions sur les locations françaises auraient rapporté à Airbnb entre 60 et 160 millions d'euros en 2015. Il s'agit pour l'entreprise de son deuxième marché après les États-Unis,.
Pour l'année 2022, le Canard Enchaîné rapporte que l'entreprise a réalisé un chiffre d'affaires de 563 millions de dollars sur les neufs premiers mois (sur la base de données disponibles sur le site officiel de la plateforme), alors que le bilan financier d'Airbnb France SARL pour l'année 2022 complète fait quant à lui état d'un chiffre d'affaires de 50 millions de dollars.

### Positionnements face aux politiques de Donald Trump
En 2017, Airbnb et son directeur Brian Chesky se sont opposés ouvertement à la politique anti-immigration et au Muslim ban mis en place par Donald Trump lors de son premier mandat. À l'occasion du Super Bowl en février 2017, Airbnb a diffusé une publicité prônant la tolérance entre les peuples et les religions en lançant le mot-clé #weaccept.
L'entreprise s'est alors également engagée à reverser une somme de quatre millions de dollars sur quatre ans à International Rescue Committee, une ONG venant en aide aux réfugiés.
En 2025, Joe Gebbia, cofondateur et codirigeant de l'entreprise, témoigne de son changement d'alignement politique, en déclarant avoir voté Républicains (USA) et rejoint le Département de l'Efficacité gouvernementale (DOGE) créé par Donald Trump lors de son deuxième mandat.

### Incendie du 16 mars 2023 à Montréal
Le 16 mars 2023, un incendie ravage un immeuble Airbnb situé sur la place d'Youville dans le Vieux-Montréal. Le Service de police de la Ville de Montréal annonce le 18 mars que sept personnes manqueraient à l’appel à la suite de l’incendie. Ces personnes auraient loué des appartements dans l’immeuble sur la plateforme Airbnb, non autorisés dans cette zone de la métropole,.

### Lobbying et pressions sur les élus
Dans l'émission Complément d'enquête du 11 janvier 2024, les journalistes ont mis au jour le rôle de lobbying que jouent les hôtes ambassadeurs d'AirBnb à l'égard des élus locaux, à la demande d'Airbnb. Airbnb fournit à ses ambassadeurs des éléments clefs en main sous la forme de contenus prêts à l'emploi, que les ambassadeurs sont chargés de diffuser sur les réseaux sociaux de la même manière que pour les campagnes de désinformation russe. La plateforme incite ainsi les ambassadeurs à agir contre la législation voulant la réguler. Certains élus témoignent de tentatives d'intimidation qu'ils ont subies de la part de propriétaires, certains allant jusqu'à la menace physique et aux insultes.

## Concurrence
De nombreux sites de location de logements entre particuliers ont vu le jour depuis la création d'Airbnb, en 2008. Au niveau européen, les principaux concurrents sont Wimdu, entreprise basée à Berlin et créée en 2011 et HouseTrip. En France, cinq sites se partagent le reste du marché : Cybevasion, Sejourning, MorningCroissant, Bedycasa et KooKooning, Cozycozy et Likibu permet de comparer les offres avec les autres acteurs de la location de courte durée.
Liste partielle de concurrents
- Sportihome
- GuestReady
- 9flats (en)
- BeWelcome
- CouchSurfing
- HomeAway (en)
- HouseTrip
- Pasporta Servo
- Servas Open Doors
- SleepOut.com (en)
- Sweet Inn
- Travelmob (en)
- Tripping.com (en)
- Vive Unique (en)
- Wimdu (en)
- Misterb&b
- FlipKey (en)
- Edgar Suites Groupe